# 提阿非罗的儿子复活和圣伯多禄登宝座
提阿非罗的儿子复活和圣伯多禄登宝座（義大利語：Resurrezione del figlio di Teofilo e san Pietro in cattedra）是佛罗伦萨圣母圣衣圣殿布兰卡契小堂的一幅湿壁画，位于左侧墙壁下部中央，由马萨乔和菲利皮诺·利皮绘制于1427年以及1482-1485年，尺寸为 230 x 599 厘米。 